# Carl Erik Degerman
Carl Erik Degerman, född 18 september 1838 vid Degerfors bruk i Piteå socken, död 4 maj 1914 på Pitholmen i Piteå landsförsamling, var en svensk jägmästare.
Carl Erik Degerman var son till brukspatron Erik Magnus Degerman. Efter avslutade skolstudier genomgick han Skogsinstitutet 1860–1862 och blev därefter extra överjägare i Norrbottens län samt 1869 jägmästare i Norra Piteå revir. Degerman tjänstgjorde 1884 som skogsinspektör i Norrbottens distrikt och företog 1887 med statsanslag en studieresa i Finland. Han arbetade för att minska åverkan på de allmänna skogarna och förbättrade virkesavsättningen i sitt område genom att göra ett flertal vattendrag flottningsbara och verkade för att bevakningspersonalen skulle bosätta sig ute i de skogar de satts att vakta.